# Serey Dié
Die Sereso Geoffroy Gonzaroua (Facobly, 7 de noviembre de 1984), más conocido como Serey Die, es un exfutbolista marfileño que jugaba en la demarcación de centrocampista.

## Biografía
Debutó como futbolista en 2002 con el CO Korhogo, y tras pasar por el Stade d'Abidjan, se fue a Túnez para jugar en el EO Goulette et Kram. En 2007 fichò por el ES Sétif de Argelia, ganando la Liga de Campeones Árabe de la edición de 2008. En 2008 viajó a Europa para ser traspasado al FC Sion. Durante su etapa en el club ganó la Copa Suiza en 2009 y en 2011. En 2012 fichó por el FC Basel, ganando la Uhrencup en 2013 y la Super Liga Suiza en la temporada de 2013 y la de 2014.

## Selección nacional
Serey Die debutó con la selección de fútbol de Costa de Marfil en un partido que acabó con victoria por 3–0 en el estadio Houphouët-Boigny el 23 de marzo de 2013 contra la selección de fútbol de Gambia. Fue elegido como uno de los 23 jugadores que disputarían la Copa Mundial de fútbol de 2014 para representar a Costa de Marfil bajo las órdenes de Sabri Lamouchi.

## Clubes
| Club                        | País            | Año       | Partidos | Goles |
| --------------------------- | --------------- | --------- | -------- | ----- |
| CO Korhogo                  | Costa de Marfil | 2002-2003 | ¿?       | ¿?    |
| Stade d'Abidjan             | Costa de Marfil | 2003-2006 | ¿?       | ¿?    |
| EO La Goulette et Kram      | Túnez           | 2006-2007 | ¿?       | ¿?    |
| ES Sétif                    | Argelia         | 2007-2008 | 15       | 2     |
| F. C. Sion                  | Suiza           | 2008-2012 | 134      | 5     |
| F. C. Basilea               | Suiza           | 2013-2015 | 43       | 3     |
| VfB Stuttgart               | Alemania        | 2015-2016 | 38       | 1     |
| F. C. Basilea               | Suiza           | 2016-2019 | 72       | 3     |
| Neuchâtel Xamax FC (cedido) | Suiza           | 2019      | 12       | 2     |
| F. C. Aarau                 | Suiza           | 2019      | 10       | 0     |
| Neuchâtel Xamax FC          | Suiza           | 2020      | 5        | 1     |
| F. C. Sion                  | Suiza           | 2020-2022 | 39       | 1     |

## Palmarés

### Campeonatos nacionales
| Título             | Club          | País  | Año  |
| ------------------ | ------------- | ----- | ---- |
| Copa de Suiza      | F. C. Sion    | Suiza | 2009 |
| Copa de Suiza      | F. C. Sion    | Suiza | 2011 |
| Superliga de Suiza | F. C. Basilea | Suiza | 2013 |
| Uhrencup           | F. C. Basilea | Suiza | 2013 |
| Superliga de Suiza | F. C. Basilea | Suiza | 2014 |
| Superliga de Suiza | F. C. Basilea | Suiza | 2017 |
| Copa de Suiza      | F. C. Basilea | Suiza | 2017 |

### Campeonatos continentales
| Título                    | Club                         | País              | Año  |
| ------------------------- | ---------------------------- | ----------------- | ---- |
| Liga de Campeones Árabe   | ES Sétif                     | Argelia           | 2008 |
| Copa Africana de Naciones | Selección de Costa de Marfil | Guinea Ecuatorial | 2015 |